# Карлос Шнебергер
Карлос Оскар Шнебергер Лемп (Лаутаро, 21. јун 1902 — Темуко, 1. октобар 1973) био је чилеански фудбалер немачког порекла. Био је рођак колеге фудбалера Едуарда Шнебергера.

## Биографија
Карлос Шнебергер Лемп рођен је у Лаутару 21. јуна 1902, а умро је у Темуку, 1. октобра 1973. Био је део фудбалске породице јер је и његов рођак Едуардо Шнебергер био професионалац. Каријеру је започео на теренима у Темуку 1927. године где је био капитен. Током једне утакмице против Коло Кола, који је одигран нерешено, противнички тим је "бацио око" на Карлоса због доброг учинка на том мечу. У ФК Коло Коло је стигао 1927. године, на турнеју по Европи где је првобитно играо као центарфор, међутим временом је постао десно крило. Играо је у Коло Колу од 1927. до 1933. године да би после паузе између 1933. и 1934., наступио 1935. године задњи пут за екипу одигравши 7 утакмица у тој години.
1936. године је прешао у Грин Крос и ту је играо до 1941. године када је отишао у пензију. Запамћен је као брзо крило и као стрелац. 
1945. дебитовао је као тренер у Шпанској унији.

## Национална селекција
Био је део националног тима Чилеа између 1923. и 1930, његов деби за национални тим био је 25. новембра 1923. у пријатељској утакмици против Уругваја у Монтевидеу. Учествовао је на турниру у Олимпијским играма у Амстердаму 1928. године у којем је играо прва два дуела на турниру док на трећем није био у саставу. Такође је учествовао на Светском првенству 1930. године где га је селектор одредио за капитена репрезентације. Учествовао је у прве две утакмице док је у трећој изостао због повреде. На том првенству је изабран за најбоље десно крило првенства.